# TT140
La tombe thébaine TT 140 est située à Dra Abou el-Naga, dans la nécropole thébaine, sur la rive ouest du Nil, face à Louxor en Égypte.
C'est la sépulture de Néferrenpet (Nfr-rnp.t), appelé également Kefia, orfèvre, sculpteur de portraits, datant des règnes de Thoutmôsis III à Amenhotep II (XVIIIe dynastie).